# Aphelenchus radicicolus
Aphelenchus radicicolus is een rondwormensoort. De wetenschappelijke naam van de soort is voor het eerst geldig gepubliceerd in 1913 door Cobb.